# Peroba-comum
A peroba-comum ou peroba-rosa (nome científico: Aspidosperma polyneuron) é uma espécie de árvore da família das apocináceas. É muito utilizada em carpintaria, na fabricação de diversos objetos e peças. Essa espécie encontra-se na lista das espécies para conservação no Brasil e na Venezuela.

## Etimologia
Conforme Eduardo Navarro em seu Dicionário de Tupi Antigo (2013), peroba vem de ypé + rob + a, que significa casca amarga: ypé, casca (de árvore), rob, amargo, -a, o sufixo substantivador.

## Ocorrência e características
É uma árvore brasileira perenifólia, de desenvolvimento lento e com madeira dura, que chega a atingir de 20 a 30 m de altura com o tronco ereto, o que lhe confere a categoria de madeira de corte.
Tem folhas elípticas. As flores são esbranquiçadas ou esverdeadas, e apresenta folículos clavado-oblongos.
Nativa da floresta clímax, mas que também pode ser encontrada em formações vegetais abertas, a peroba fornece madeira de cor predominantemente rosa quando recém-serrada, embora passe a exibir tonalidade alaranjada após tratada com produtos para acabamento (óleos, vernizes, stain etc.).
Ocorre nos estados da Bahia, Espírito Santo, Rio de Janeiro, Santa Catarina, Minas Gerais, São Paulo, Goiás, Mato Grosso do Sul, Paraná e Rondônia.
Sua madeira é moderadamente densa (650 a 870 kg/m³), e é muito solicitada na construção de embarcações marítimas por não ser facilmente atacada por gusanos.
A super-exploração econômica levou a peroba-rosa ao estado de perigo. Para isso contribuiu a destruição dos ecossistemas da Mata Atlântica, seu bioma de origem, onde ocorre nas florestas latifoliada semidecídua e pluvial atlântica.

## Colheita das sementes
Os frutos da peroba-rosa dispersam suas sementes quase imediatamente após a modificação da coloração do verde para o marrom escuro. Por isso, devem ser coletados antes da dispersão para evitar a perda de sementes. A coleta dos frutos geralmente é trabalhosa devido à altura das árvores.

## Outros nomes
É também conhecida como amargoso, guatambu-amarelo, ibirá-ró-mí, marela, paroba-amargosa, pau-caboclo, peroba, peroba-açu, peroba-amarela, peroba-amargosa, peroba-branca, peroba-osso, peroba-comum, peroba-de-são-paulo, peroba-do-rio, peroba-mirim, peroba-miúda, peroba-paulista, peroba-rajada, peroba-verdadeira, peroba-vermelha, peroba-do-para, perobeira, perobinha, perova e sobro.

## Usos
A madeira da peroba-rosa é muito utilizada em construção civil. Por exemplo, dela fazem-se vigas, caibros, ripas, marcos de portas e janelas, venezianas, portas, portões, rodapés, molduras, tábuas e tacos para assoalhos, degraus de escadas, móveis pesados, carteiras escolares, produção de folhas faqueadas, construção de vagões, carrocerias, dormentes e fôrmas para calcados.